# ماريو لوخ
ماريو لوخ (بالألمانية: Mario Loch)‏ (مواليد 30 ديسمبر 1969) هو ملاكم ألماني شرقي، مثّل بلاده في الألعاب الأولمبية الصيفية 1992.

## روابط خارجية
ماريو لوخ على موقع أوليمبيديا (الإنجليزية)